# Spite
Spite est un groupe américain de nu metal, originaire de Charlotte, en Caroline du Nord, actif entre 1996 et 2001.

## Histoire
Le groupe est formé en juillet 1996, et se compose du chanteur Chris Boone, du guitariste Craig Baker, du bassiste Josh Pratt et du batteur Byron McDonald. Il s'ensuit en 1997 la sortie du premier album Heavy Whipping Cream. Le groupe part en tournée sur la côte est des États-Unis et Baker est remplacé par John Crumpton. Après avoir signé un contrat d'enregistrement avec Prosthetic Records en juin 1998, le groupe sort l'album Bastard Complex en février 1999. L'album est réédité en 2000 par Metal Blade Records. Le groupe se séparé en 2001 après que le guitariste Young soit décédé d'une overdose de drogues et ait été brièvement remplacé par Dave Campbell.

## Style musical
Steve Huey d'AllMusic écrit que le style musical de Spite a un son agressif, avec des influences de post-grunge, post-hardcore, noise rock et nu metal. Le groupe s'inspire de groupes comme Deftones ou Korn. Christian Graf écrit dans son dictionnaire Nu Metal und Crossover Lexikon que le groupe est influencé par le death metal, le rapcore et Korn. Le groupe aurait essayé de profiter de l'euphorie du nu metal de l'époque, mais n'aurait pas réussi à dépasser la « deuxième division ». Joel McIver note également le son agressif de la musique dans son livre The Next Generation of Rock and Punk Nu Metal. Il la classe dans le nu metal, sans toutefois égaler ses modèles comme Korn et Slipknot.
Dans sa critique, Johnny Death de thechickenfishspeaks.com trouve la musique de Heavy Whipping Cream assez agressive. Christopher J. Kelter de roughedge.com écrit à propos de Bastard Complex qu'il s'agissait d'un rock influencé par le punk hardcore, avec un son agressif et brut. Les thèmes abordés sont la vie et la culture américaines. 

## Discographie
- 1997 : Heavy Whipping Cream (album, Opulence! Records)
- 1999 : Bastard Complex (album, Prosthetic Records)